# خانه محمد صادقی
خانه محمد صادقی مربوط به دوره قاجار است و در لاهیجان، خیابان حافظ، کوچه توکلی واقع شده و این اثر در تاریخ ۲۴ آذر ۱۳۵۴ با شمارهٔ ثبت ۱۴۹۸ به‌عنوان یکی از آثار ملی ایران به ثبت رسیده است.